# 黒部市立宇奈月中学校
黒部市立宇奈月中学校（くろべしりつ うなづきちゅうがっこう）は、富山県黒部市にあった市立中学校。

## 概要
- 敷地面積 - 41,290m2[2]
- 校舎 - 鉄筋コンクリート造り3階建て、建築面積1,779m2、延床面積4,793m2[2]。
- 屋内体育館 - 鉄筋コンクリート造り2階建て、建築面積1,480m2、延床面積1,782m2[2]。
- 付帯施設 - グラウンド、プール、調理室他[2]。

## 沿革
- 1947年4月 - 東山村、内山村の2か村で組合立の黒部中学校創設。校名は「郷土の母なる黒部川の清流に、人間教育の範を求める」という願いを込めて付けられた[3]。
- 1980年
  - 4月 - 現在地（下立地区）宇奈月町立宇奈月中学校設置。3月末で廃止した黒部中学校の生徒および入善町立舟見中学校に通学していた愛本地区の生徒を受け入れた[3]。
  - 8月 - 校舎および屋内体育館が竣工[2]。
- 2000年 - 校舎を耐震補強[2]。
- 2003年 - 屋内体育館を耐震補強[2]。
- 2006年3月31日 - 黒部市立宇奈月中学校に改称。
- 2020年度 - 黒部市立桜井中学校と統合され、黒部市立明峰中学校となる。新校舎は、桜井中学校に置かれる[4]。

## 通学区域
黒部市立宇奈月小学校の通学区域と同様 。

## 周辺
- 道の駅うなづき
- 下立駅
- 下立口駅
- 愛本橋